# Walid Ould-Chikh
Walid Ould-Chikh (Roosendaal, 6 novembre 1999) è un calciatore olandese, centrocampista dell'Eintracht Braunschweig.

## Biografia
Anche suo fratello maggiore Bilal è un calciatore professionista.

## Carriera
Cresciuto nei settori giovanili di RSC Alliance Roosendaal, Twente e PEC Zwolle, ha trascorso i primi anni della carriera nelle serie dilettantistiche del campionato olandese. Nel 2019 viene aggregato alle giovanili del De Graafschap, che l'anno successivo lo cede al Volendam, venendo anche qui aggregato alle giovanili. Esordisce in prima squadra il 18 ottobre 2021, in occasione dell'incontro di Eerste Divisie vinto per 1-0 contro il NAC Breda.

## Statistiche

### Presenze e reti nei club
Statistiche aggiornate al 31 agosto 2022.
| Stagione        | Squadra         | Campionato      | Campionato | Campionato | Coppe nazionali | Coppe nazionali | Coppe nazionali | Coppe continentali | Coppe continentali | Coppe continentali | Altre coppe | Altre coppe | Altre coppe | Totale | Totale |
| Stagione        | Squadra         | Comp            | Pres       | Reti       | Comp            | Pres            | Reti            | Comp               | Pres               | Reti               | Comp        | Pres        | Reti        | Pres   | Reti   |
| --------------- | --------------- | --------------- | ---------- | ---------- | --------------- | --------------- | --------------- | ------------------ | ------------------ | ------------------ | ----------- | ----------- | ----------- | ------ | ------ |
| 2021-2022       | Jong Volendam   | 2D              | 10         | 1          |                 | -               | -               |                    | -                  | -                  |             | -           | -           | 10     | 1      |
| 2021-2022       | Volendam        | 1D              | 26         | 2          | CO              | 0               | 0               |                    | -                  | -                  |             | -           | -           | 26     | 2      |
| 2022-2023       | Volendam        | ED              | 4          | 0          | CO              | 0               | 0               |                    | -                  | -                  |             | -           | -           | 4      | 0      |
| Totale carriera | Totale carriera | Totale carriera | 40         | 3          |                 | 0               | 0               |                    | -                  | -                  |             | -           | -           | 40     | 3      |